# しょぼたま2
『しょぼたま2』（しょぼたまツー）は、日本のバンド、たまの通算12作目のアルバム。2003年7月25日に地球レコードより発売された。

## 概要
前作『しょぼたま』より2年6ヶ月ぶりにリリースされたアルバムで、前作同様しょぼたま編成での作品となる。
本作は、2003年3月13日から18日にかけて全労済ホール・スペース・ゼロで開催された劇団♬ダンダンブエノ－によるトライアルダンス公演『いなくていい人』で演奏された楽曲を集めた作品となっている。収録曲は、たまのオリジナル曲9曲とカバー曲3曲で構成されている。なお、石川浩司が制作した楽曲が収録されていない唯一のアルバム作品となっている。
タイトルは、ダンス公演と同じ「いなくていい人」にすることが考えられたが、既に同名のアルバムを発売していたことから、現在のタイトルになった。
なお、本作を発売した同じ年の10月末にたまは解散したため、解散前最後のアルバムとなった。

## 収録曲
1. マエガキ [0:49]
2. ふくろう [1:36]
（作曲：滝本晃司）
3. BWV1065(4台のチェンバロのための協奏曲・イ短調) [3:28]
（作曲：Johan Sebastian Bach）
バッハが作曲したチェンバロ協奏曲のカバー。
4. How Long Has This Been Going On? [4:58]
（作曲：George Gershwin）
ボビー・アーンストのカバー曲。原曲では歌詞が付いているが、インストゥルメンタルでのカバーとなっている。
5. 雨のイキモノ [4:39]
（作詞・作曲：滝本晃司）
原曲は滝本のソロアルバム『カタチ』収録曲。
6. Improvisation 15.Jan.2003 [11:41]
石川のおしゃべり、効果音、「あるファバット〜へびおとこ」などの楽曲がコラージュされたミュジーク・コンクレート調の楽曲。演奏時間は約12分と、たまの楽曲の中で最も長い。
7. Chronophonie [5:21]
（作曲：Jean-Jacques Perrey）
ジャン＝ジャック・ペリー作曲の楽曲のカバー。
8. 326 [4:39]
（作詞：知久寿焼 / 作曲：ロケット・マツ）
原曲は9thアルバム『いなくていい人』収録曲。
9. カカポ [2:34]
（作曲：滝本晃司 / 補作曲：知久寿焼）
10. 電車かもしれない [2:55]
（作詞・作曲：知久寿焼）
原曲は14thシングル『汽車には誰も乗っていない』収録曲。原曲は知久のみの歌唱・演奏だったが、本作に収録のものではしょぼたま編成にアレンジし直されている。
11. いなくていいひと [5:53]
（作詞・作曲：知久寿焼）
原曲は9thアルバムのタイトル曲。ダンス公演のタイトルにもなっている。
12. アトガキ [1:37]

## パーソネル
- 知久寿焼 - Guitar, Ukulele, Jew's harp, Kazoo, Toys, Sampler, Programming, Bottle can（M-2）, Toy piano（M-1）, Vocal（M-8・10・11）, Chorus（M-5）
- 石川浩司 - Percussion, Slide whistle, Melodion（M-4・8）, Kazoo（M-3・6）, Toys, Chorus（M-10・11）
- 滝本晃司 - Melodion, Toy piano, Jaw's harp, Portable phone, Toys, Vocal（M-5）, Chorus（M-11）